# 합천 해인사 대적광전 목조비로자나삼존불
합천 해인사 대적광전 목조비로자나삼존불(陜川 海印寺 大寂光殿 木造毘盧舍那三尊佛)은 경상남도 합천군 가야면, 해인사에 있는 조선시대의 불상이다. 
1972년 2월 12일 경상남도의 유형문화재 제38호 해인사대적광전비로자나불삼존상으로 지정되었다가, 2018년 12월 20일 현재의 명칭으로 변경되었다.

## 개요
신라 애장왕 때 창건된 경남 합천 해인사의 대적광전에 있는 불상이다. 대적광전은 팔만대장경을 지니고 있는 법보사찰(法寶寺刹) 해인사의 중심법당이다. 불상은 원래 금당사(金塘寺)에 있었던 것이며 고종 1년(1897)에 현재 위치로 옮겨서 모시고 있다.
본존불은 머리에 작은 소라 모양의 머리칼을 붙여 놓았으며 이마 위에는 반달 모양이 표현되어 있다. 옷은 양 어깨에 걸쳐 입고 있으며, 넓게 파인 가슴에는 옷자락을 집어넣고 있고 양 다리에는 물결 모양의 옷주름이 표현되어 있다. 손은 왼손 검지를 오른손으로 감싸고 있는 모습으로 비로자나불이 취하는 일반적인 손모양이다.
본존의 왼쪽에는 지혜를 상징하는 문수보살이, 오른쪽에는 실천을 통한 자비를 상징하는 보현보살이 위치하고 있다.
자세가 장중하고 온화한 가운데서도 위엄이 갖추어진 조선 초기의 작품으로 보인다.

## 같이 보기
- 합천 해인사 대적광전 - 경상남도 유형문화재 제256호

## 참고 자료
- 합천 해인사 대적광전 목조비로자나삼존불 - 국가유산청 국가유산포털